# کوه موتسوایشی

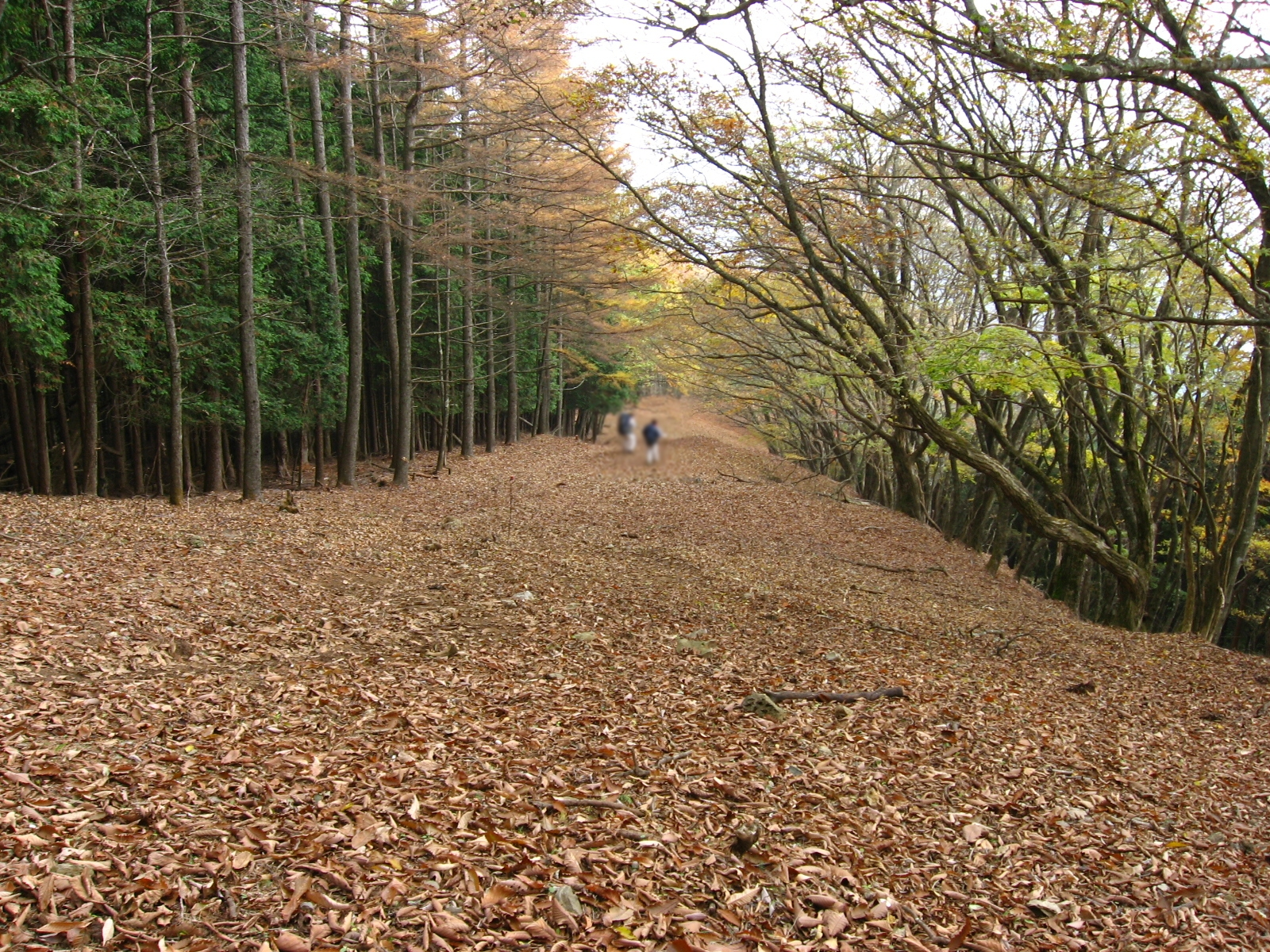
پشته کوه ایشی. در کوه موتسوایشی.

کوه موتسوایشی (به ژاپنی: 六ツ石山) یکی از کوه‌‌های منطقه تامای توکیو در ژاپن است. این کوه ۱۴۷۸ متر ارتفاع دارد. این کوه یکی از کوه‌های اوکوتاما محسوب می‌شود. 

## دسترسی به کوه
ابتدا باید با استفاده از قطارهای جی‌آر، به آخرین ایستگاه خط اومه، یعنی ایستگاه اوکوتاما رسید. سپس از آنجا برای رسیدن به نقطه شروع مسیر در ایستگاه اتوبوس میزونه  «水根バス亭» 　می‌توان از اتوبوس استفاده کرد. فاصله از ایستگاه قطار اوکوتاما تا این ایستگاه ۱۵ دقیقه است. در کنار این ایستگاه جا برای پارک ماشین شخصی نیز وجود دارد. راه بازگشت به جایی نزدیک به ایستگاه اوکوتاما ختم می‌شود.  طول این مسیر ۱۶ کیلومتر است و طی کردن آن تقریباً ۷ ساعت و ۱۵ دقیقه طول می‌کشد.